# قاباق‌لر
قاباق‌لر (ترکی آذربایجانی: Kabaglyar) یک منطقهٔ مسکونی در جمهوری آرتساخ است که در استان هادروت واقع شده‌است.